# Last Tango in Halifax
Last Tango in Halifax est une série télévisée britannique créée par Sally Wainwright et diffusée depuis le 18 décembre 2012 sur BBC One.
La série est inédite dans tous les pays francophones.

## Synopsis
Alan et Celia, d'anciens amours de jeunesse, se retrouvent 60 ans après grâce à Facebook. Ils ne tardent pas à retrouver leurs sentiments passés mais cette fois ils ont tous deux leur famille respective sur le dos.

## Distribution
- Derek Jacobi : Alan Buttershaw
- Anne Reid : Celia Dawson
- Sarah Lancashire : Caroline
- Nicola Walker : Gillian
- Tony Gardner (en) : John Elliott
- Nina Sosanya : Kate
- Ronni Ancona : Judith
- Josh Bolt : Raff
- Sacha Dhawan : Paul Jatri
- Dean Andrews (en) : Robbie
- Edward Ashley : William
- Louis Greatorex : Lawrence

## Distinctions

### Récompenses
- British Academy Television Awards 2013 : meilleure série dramatique

- British Academy Television Awards 2014 : meilleure actrice dans un second rôle pour Sarah Lancashire

### Nominations
- British Academy Television Awards 2013 :
  - Meilleur acteur pour Derek Jacobi
  - Meilleure actrice pour Anne Reid
  - Meilleure actrice dans un second rôle pour Sarah Lancashire

- British Academy Television Awards 2014 : meilleure actrice dans un second rôle pour Nicola Walker
- Satellite Awards 2015 : meilleure actrice dans un second rôle pour Nicola Walker